# Dallas Wiens
Dallas Wiens (* 6. Mai 1985 in Fort Worth, Texas) ist der erste US-Amerikaner, an dem 2011 eine komplette Gesichtstransplantation durchgeführt wurde. Es war die erste derartige Operation in den USA und die dritte in der Welt.

## Arbeitsunfall
Am 13. November 2008 erlitt Wiens schwere Gesichtsverbrennungen. Er hatte Malerarbeiten an der Ridglea Baptist Church in Fort Worth ausgeführt, als seine Hubarbeitsbühne mit einem Hochspannungskabel in Kontakt geriet. Er wurde schwer verletzt mit einem Hubschrauber in das Parkland Memorial Hospital gebracht.
Wiens hatte Augen, Nase und Lippen verloren. Nach etlichen Operationen bestand sein Gesicht nur aus verpflanzter Haut. Er konnte das Krankenhaus im Frühjahr 2009 verlassen. Im Juni 2010 konnte er wieder gehen.

## Gesichtstransplantation
Im März 2011 wurde eine vollständige Gesichtstransplantation im „Brigham and Women’s Hospital“ in Boston durchgeführt. Die fünfzehnstündige Operation erforderte ein Team von über 30 Ärzten, darunter acht Chirurgen. Das Augenlicht Wiens konnte nicht wiederhergestellt werden, er kann jedoch sprechen und riechen. Die Operation wurde vom US-Verteidigungsministerium bezahlt, die Ergebnisse sollen Soldaten mit Gesichtsverletzungen zugutekommen. Wiens hatte keine Krankenversicherung, als der Unfall geschah. Das neue US-amerikanische Gesundheitsgesetz erlaubte es ihm, Versicherungsschutz zu erhalten.
Am 9. Mai 2011 hatte Wiens seinen ersten öffentlichen Auftritt. Seit dem Unfall im Jahr 2008 wurden rund zwei Dutzend Operationen an Wiens vollzogen.